# Anna Anderson
Anna Anderson, születési nevén Franziska Schanzkowska (Borowy Las, Német Birodalom, 1896. december 6. – Charlottesville, 1984. február 12.) a legismertebb a számos csaló közül, akik magukat Anasztaszija Nyikolajevna Romanova orosz nagyhercegnőnek vallották. Anasztaszija volt az utolsó orosz cár leánya, II. Miklós és Alekszandra Fjodorovna cárné negyedik, egyben legfiatalabb lánya, az ifjú cárevics Alekszej nagyherceg legfiatalabb nővére, akit családjával együtt az orosz forradalom idején, 1918. július 16-áról július 17-ére virradóan a bolsevik forradalmárok Jekatyerinburgban kivégeztek.
1920-ban Anderson egy elmegyógyintézetbe került, miután öngyilkosságot kísérelt meg Berlinben. Eleinte Fräulein Unbekannt (Ismeretlen kisasszony) néven nevezték, mert nem fedte fel személyazonosságát. Később Tschaikovsky, majd Anderson néven mutatkozott be. 1922-ben Anderson kijelentette, hogy ő Anasztaszija nagyhercegnő. Bejelentése hamar nagy figyelmet kapott, és míg a rokonok nagy többsége és azok, akik ismerték a hercegnőt, egyértelműen kijelentették, hogy Anderson egy csaló, addig mások meg voltak győződve, hogy ő Anasztaszija Romanova orosz nagyhercegnő. 1927-ben a cárné testvére, Ernő Lajos hesseni nagyherceg magánnyomozót fogadott, aki Andersont egy lengyel parasztlányként, bizonyos Franziska Schanzkowskaként azonosította. A perben, ami az ő személyazonosságáról szólt, a bíróság úgy határozott, hogy Andersen nem tudja bizonyítani, hogy ő lenne Anasztaszija, de azt sem bizonyítható, hogy nem ő lenne az.
1922 és 1968 között Anderson Németország és az Egyesült Államok területén élt, különböző támogatók segítségével fenntartva magát, majd 1968-ban végleg a Virginia állambeli Charlottesville városában telepedett le, ahol hozzáment dr. John Manahan történelemprofesszorhoz. 1984-ben bekövetkezett halála után testét elhamvasztották.
A Szovjetunió bukása után, 1991-ben nyolc holttestet találtak Szibériában, ezeket azonosították mint Miklós cár és felesége, valamint három gyermekük földi maradványait. A két hiányzó holttestet Anasztaszijának és öccsének, Alekszejnek tulajdonították, így tovább élt az Anasztaszija megmeneküléséről szóló legenda. Brit tudósok DNS-mintát vettek a maradványokból, és összehasonlították azokat Anderson haj- és szövetmintáival, ám azok semmilyen egyezést nem mutattak, nem úgy, mint a lengyel parasztlány, Franziska unokatestvérétől vett mintákkal, mellyel egyértelműen bizonyítást nyert Anderson személyazonossága. Ennek ellenére Anna Andersont tartják a leghíresebb ál-Anasztaszijának, akire életében sosem tudták rábizonyítani, hogy csaló lenne.

## Fordítás
- Ez a szócikk részben vagy egészben  az   Anna Anderson című angol Wikipédia-szócikk fordításán alapul.  Az eredeti cikk szerkesztőit annak laptörténete sorolja fel. Ez a jelzés csupán a megfogalmazás eredetét és a szerzői jogokat jelzi, nem szolgál a cikkben szereplő információk forrásmegjelöléseként.

## Kapcsolódó szócikk
- Romanov-ház